# جوان مورغان
جوان مورغان (بالإنجليزية: Joan Morgan)‏ هي كاتبة سيناريو وممثلة بريطانية، ولدت في 2 فبراير 1905 بكنت في المملكة المتحدة، وتوفيت في 22 يوليو 2004 بهنلي أون تيمز في المملكة المتحدة بسبب مرض.

## وصلات خارجية
- جوان مورغان على موقع IMDb (الإنجليزية)
- جوان مورغان على موقع أول موفي (الإنجليزية)
- جوان مورغان على موقع قاعدة بيانات الأفلام السويدية (السويدية)